# Penenirmus albiventris
Penenirmus albiventris är en insektsart som först beskrevs av Giovanni Antonio Scopoli 1763.  Penenirmus albiventris ingår i släktet Penenirmus, och familjen fjäderlöss. Arten är reproducerande i Sverige.